# Tocane-Saint-Apre
Tocane-Saint-Apre – miejscowość i gmina we Francji, w regionie Nowa Akwitania, w departamencie Dordogne.
Według danych na rok 1990 gminę zamieszkiwało 1377 osób, a gęstość zaludnienia wynosiła 43 osób/km² (wśród 2290 gmin Akwitanii Tocane-Saint-Apre plasuje się na 308. miejscu pod względem liczby ludności, natomiast pod względem powierzchni na miejscu 255.).